# جوزف دمپسی
جوزف دمپسی (انگلیسی: Joseph Dempsey; ۱۲ اکتبر ۱۸۷۵ – ۷ اوت ۱۹۴۲) قایقران روئینگ اهل ایالات متحده آمریکا بود.